# رابرت هافستاتر
رابرت هافستاتر (به انگلیسی: Robert Hofstadter) ‏ (۵ فوریه ۱۹۱۵ – ۱۷ نوامبر ۱۹۹۰) فیزیکدان یهودی آمریکای بود. او در سال ۱۹۶۱ به همراه رودولف موسبائر به خاطر مطالعات بدیع اش در مورد پراکنش الکترون در هسته‌های اتمی برنده جایزه نوبل فیزیک شد.

## استفاده از عنوان فرمی برای اولین بار
رابرت هافستاتر در مقاله‌ای که در سال ۱۹۵۶ در مجلهٔ بازخوانی فیزیک جدید منتشر کرد برای اولین بار از نام فرمی با نماد fm به‌جای فمتومتر استفاده کرد. وی این کار را به افتخار فیزیکدان ایتالیایی انریکو فرمی (۱۹۵۴–۱۹۰۱) که یکی از مؤسسان فیزیک هسته‌ای بود انتخاب کرد. پس از آن نماد فرمی به‌طور وسیعی توسط سایر فیزیکدانان هسته‌ای استفاده شد، هافستاتر نیز پس از آن در مقالهٔ دیگری که در سال ۱۹۶۱ منتشر کرد و برای آن جایزهٔ نوبل فیزیک دریافت کرد مجدداً از نماد فرمی استفاده کرد.